# Allium peninsulare
Allium peninsulare är en amaryllisväxtart som beskrevs av John Gill Lemmon och Edward Lee Greene. Allium peninsulare ingår i släktet lökar, och familjen amaryllisväxter.

## Underarter
Arten delas in i följande underarter:
- A. p. franciscanum
- A. p. peninsulare